# Barraca de la pedrera del Mas de l'Espasa
La Barraca de la pedrera del Mas de l'Espasa és una barraca de vinya de Calafell (Baix Penedès) protegida com a Bé Cultural d'Interès Local.

## Descripció
A la banda est de la pedra del Mas de l'Espasa, al costat de l'entrada, hi ha una barraca de pedra seca que té adossat un clos, anomenat paravent. Cal dir que els elements petris d'ambdós elements procedeixen del rebuig de la pedrera. La barraca, d'un sol espai, té una porta rectangular amb brancals i llinda. En un mur de l'interior hi ha un armari de paret amb un prestatge de pedra. La coberta és una volta cònica -o falsa cúpula- feta amb la superposició de filades de lloses planes, formant anells, el radi dels quals va decreixent progressivament. Part de la cara oest de la barraca i la major part de l'angle sud-est del clos estan enrunats.
La barraca està construïda amb pedra irregular i de forma gairebé paral·lelepipèdica disposada en sec travada amb falques més petites de pedra. El paravent és de pedra irregular de mides molt variables i elements parcialment tallats units amb fang. Es tracta d'una roca calcària del Miocè, molt homogènia i mitjanament compacta, de color ocre.